# Chosenia arbutifolia
Chosenia arbutifolia är en videväxtart som först beskrevs av Pall., och fick sitt nu gällande namn av A.K. Skvortsov. Chosenia arbutifolia ingår i släktet Chosenia och familjen videväxter. Inga underarter finns listade i Catalogue of Life.

## Bildgalleri

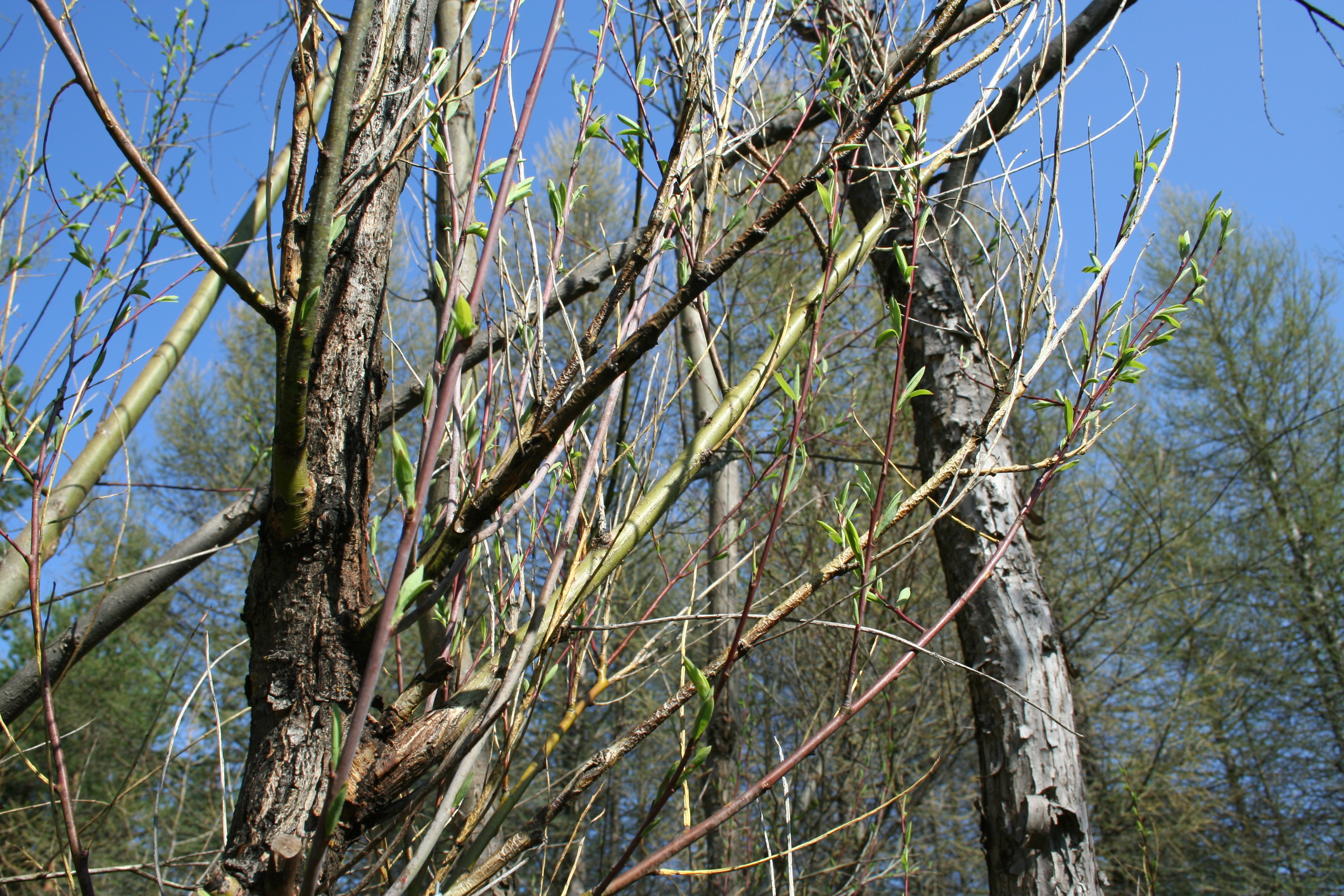
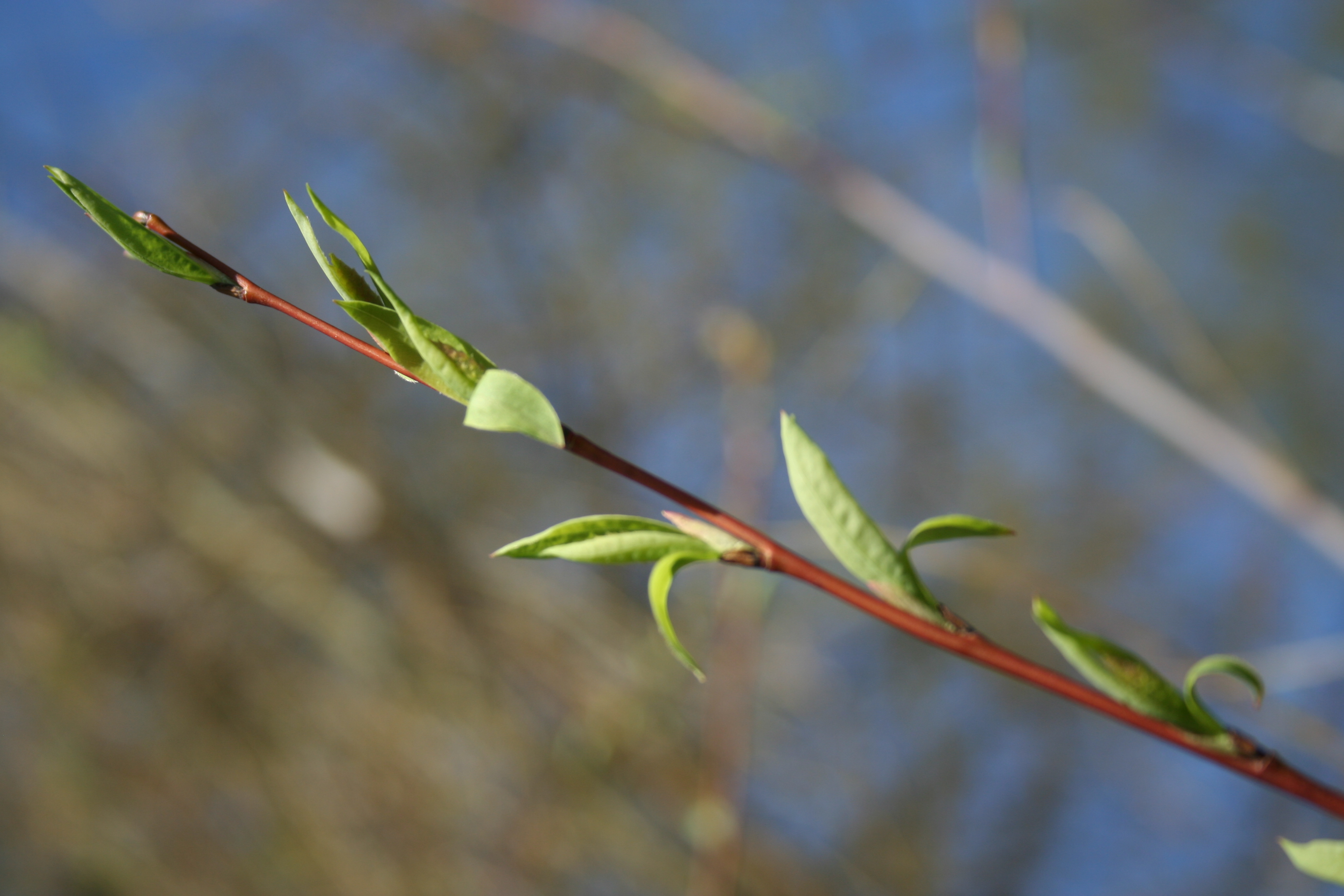
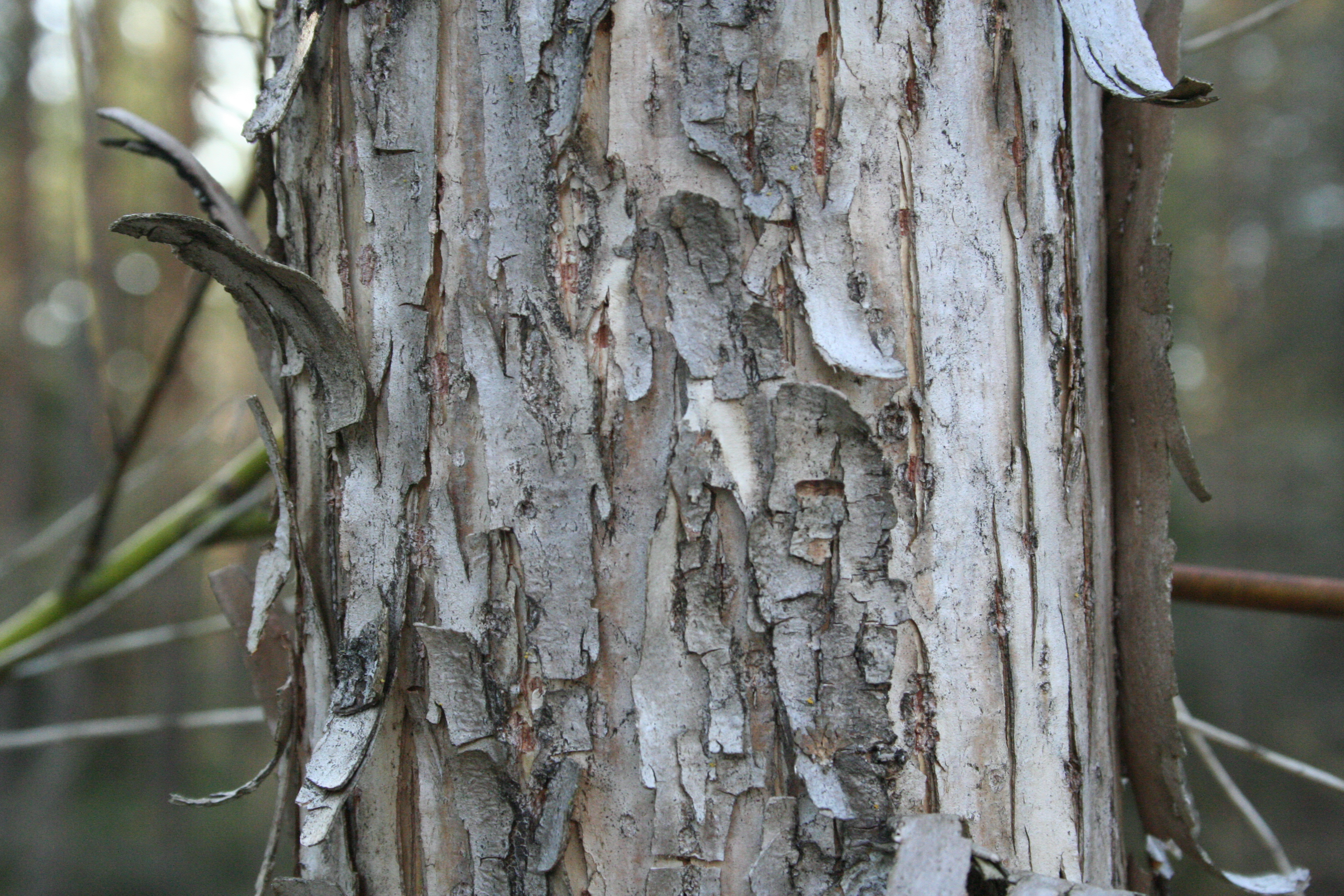